# Eugène Tavernier
Eugène Tavernier (Tours, 22 septembre 1854 - Paris, 28 août 1928) est un journaliste français au service du journal catholique L'Univers. Il fut le premier secrétaire général du Syndicat des journalistes français, lors de sa fondation en 1886, avec pour président Victor de Marolles. Son cousin François Veuillot, qui a ensuite dirigé le journal L'Univers, sera président du même Syndicat des journalistes français.

## Biographie
Eugène Tavernier est le neveu par alliance de Louis Veuillot, fondateur de L'Univers ainsi que son secrétaire et biographe. Lui-même est journaliste pour la publication lorsqu'il adhère au Syndicat des journalistes français, lors d'une première réunion qui a lieu le 10 février 1886 dans les bureaux de l’Œuvre des cercles catholiques d’ouvriers. Il est alors proposé de créer l’association sous le titre « Association de journalistes et publicistes chrétiens » et des statuts sont rédigés. Mais des objections mènent finalement à l’appeler plutôt « Corporation des chrétiens publicistes, syndicat des journalistes et des écrivains français ». Les participants se revoient le 29 avril 1886. Ils élisent un bureau. Parmi eux, Jules Cornély, journaliste au quotidien Le Gaulois. Le président élu est Victor de Marolles. Plusieurs dizaines d’adhésions sont arrivées de toute la France.
À partir de 1894, il donne des cours de journalisme à la faculté de droit de Lille, incluant la législation, l'histoire et les pratiques déontologie. Trente ans plus tard, l'École supérieure de journalisme de Lille sera fondée par Paul Verschave (1878-1947) dans les mêmes locaux. L'École supérieure de journalisme de Paris, la première école de journalisme française, est fondée dès 1899 par la romancière et journaliste américaine Jeanne Weill, alias "Dick May", sœur de l'historien Dominique Weill, avec l'aide de plusieurs journalistes, Henry Fouquier, Jules Cornély, Adolphe Brisson et Jules Claretie, et le soutien du sociologue Émile Durkheim, sur le modèle des écoles de journalisme qui se sont créées aux États-Unis dans les années 1880.
En 1895, la « Corporation des chrétiens publicistes, syndicat des journalistes et des écrivains français » décida de scinder en deux sections: la presse et le livre. Les statuts constatent la fondation cette année-là du Syndicat des journalistes français (136 adhérents) et d’un Syndicat des écrivains français (62 membres), qui deviendra le Syndicat des écrivains catholiques, dont fut élu président Victor de Marolles en 1904, remplacé en 1913 par Victor Taunay qui dut démissionner deux ans après pour raison de santé. En 1915, René Bazin, professeur de droit à Angers, fut élu président de la Corporation et du Syndicat des écrivains, fonctions qu'il occupera pendant huit ans.
En 1927, la Corporation décida l’admission des dames. La première écrivaine membre fut Léontine Zanta, philosophe féministe catholique, amie de Henri Bergson, Paul Bourget, Pierre Teilhard de Chardin. Au Syndicat des journalistes français, ce fut Mme Astorg-Baudoin.